# 赵璟
赵璟（1966年1月—），女，河南新安人，中华人民共和国政治人物。工学学士，工商管理硕士，高级经济师。曾任陕西省商务厅厅长、中共西安市委副书记，现任中共商洛市委书记。

## 生平
1987年毕业于西安冶金建筑学院（现西安建筑科技大学）自动控制系工业电气自动化专业。1987年8月参加工作。1997年5月加入中国共产党。2011年12月，任延安市人民政府副市长；2016年10月，任中共延安市委常委，副市长。
2017年8月，任中共安康市委常委，常务副市长；2019年4月，任中共安康市委副书记；
2020年4月，任陕西省商务厅党组书记。6月任商务厅厅长。
2022年2月，任中共西安市委副书记，后兼任市委政法委书记。
2022年8月，任中共商洛市委书记。